# Ruth Ekermann
Ruth Ekermann, född 29 juni 1892 i Göteborg, död 16 december 1988 i Stockholm, var en svensk folkskollärare och konstnär.
Hon var dotter till banktjänstemannen Rudolf Ekermann och Ida Sterner (1858–1925). Ekermann studerade vid Blombergs målarskola i Stockholm 1936 och vid Maison Watteau i Paris 1939. Hon medverkade i samlingsutställningar i bland annat Östersund och Visby. Hennes konst består av 
blommor, landskapsskildringar och barnporträtt. Ekermann är representerad vid Älvros skola och i Älvros hembygdsförening. Hon är begravd på Lidingö kyrkogård.